# Atya gabonensis
Atya gabonensis е вид ракообразно от семейство Atyidae. Видът не е застрашен от изчезване.

## Разпространение
Разпространен е в Бразилия, Венецуела, Габон, Гана, Демократична република Конго, Камерун, Либерия, Мали, Нигерия, Сао Томе и Принсипи (Сао Томе), Сенегал и Суринам.